# Panassac
Panassac (gaskognisch: ebenfalls Panassac) ist eine französische Gemeinde mit 285 Einwohnern (Stand 1. Januar 2022) im Département Gers in der Region Okzitanien (bis 2015 Midi-Pyrénées); sie gehört zum Arrondissement Mirande und zum Gemeindeverband Val de Gers. Die Bewohner nennen sich Panassacais/Panassacaises.

## Geografie
Panassac liegt am Gers, rund 20 Kilometer südöstlich von Mirande im Süden des Départements Gers. Die Gemeinde besteht aus dem Ort Panassac, zahlreichen Streusiedlungen und Einzelgehöften. Nachbargemeinden sind Esclassan-Labastide im Nordwesten und Norden, Masseube im Nordosten, Bézues-Bajon im Osten, Arrouède im Südosten und Süden, Chélan im Süden und Südwesten sowie Samaran im Westen.

## Geschichte
Im Mittelalter lag Panassac in der Kastlanei Moncassin innerhalb der Grafschaft Astarac in der historischen Landschaft Gascogne und teilte deren Schicksal. Panassac gehörte von 1793 bis 1801 zum District Mirande. Seit 1801 ist Panassac dem Arrondissement Mirande zugeteilt und gehörte von 1793 bis 2015 zum Wahlkreis (Kanton) Masseube.

## Bevölkerungsentwicklung
| Jahr                       | 1962 | 1968 | 1975 | 1982 | 1990 | 1999 | 2006 | 2011 | 2020 |
| Einwohner                  | 283  | 290  | 267  | 273  | 262  | 280  | 318  | 275  | 289  |
| Quellen: Cassini und INSEE |      |      |      |      |      |      |      |      |      |

## Sehenswürdigkeiten
- Le Tuco de Panassac; Motte, seit 1979 Monument historique[3]
- Kirche der Unbefleckten Empfängnis (Église de l’Immaculée-Conception), erbaut 1813
- vier Wegkreuze
- Lavoir (ehemaliges Waschhaus) nahe dem Gers
- Ziehbrunnen, alte Wassermühle und ein alter Brotofen
- Gedenkplatte für die Gefallenen[4]

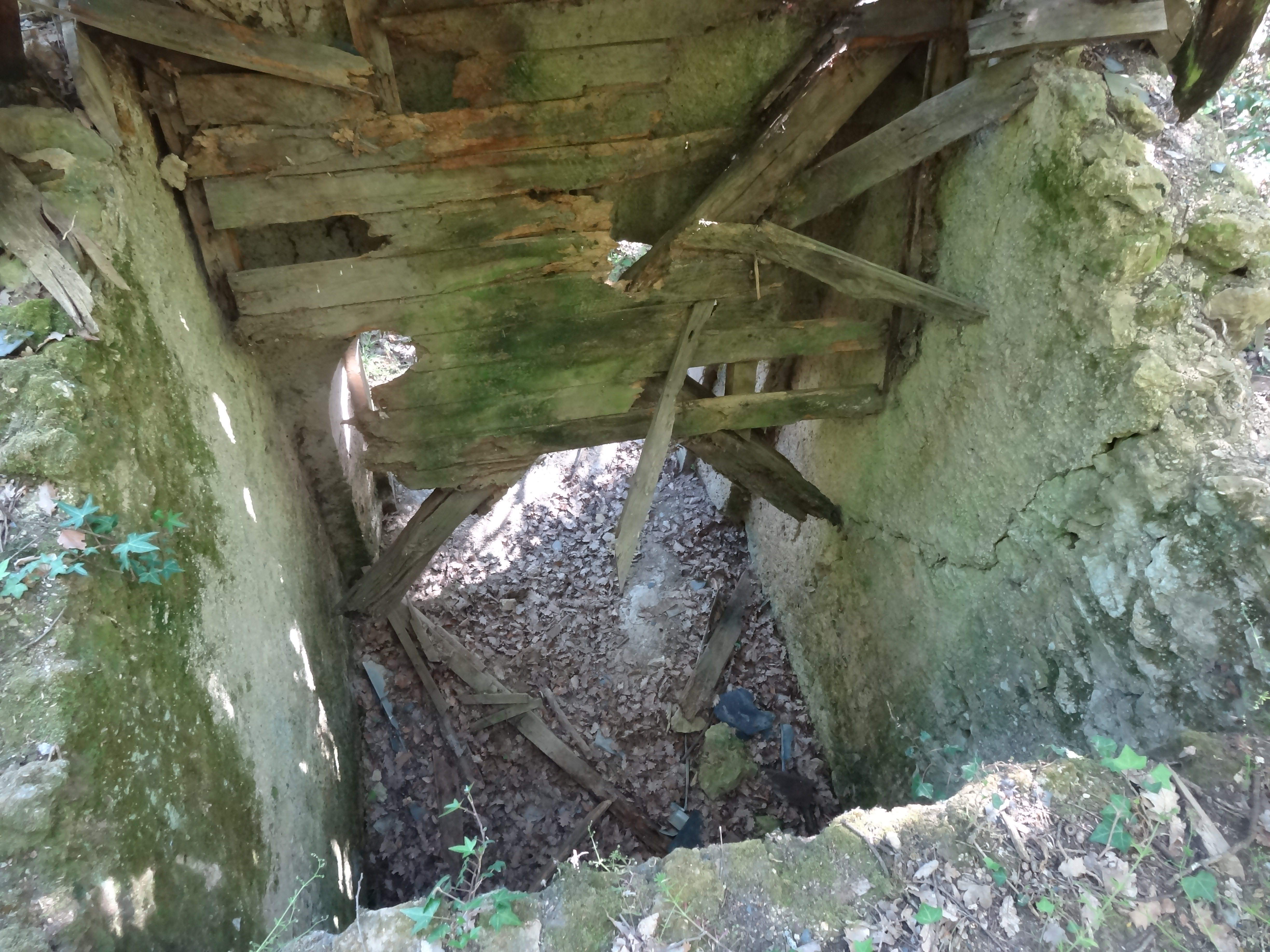
Überreste der Motte
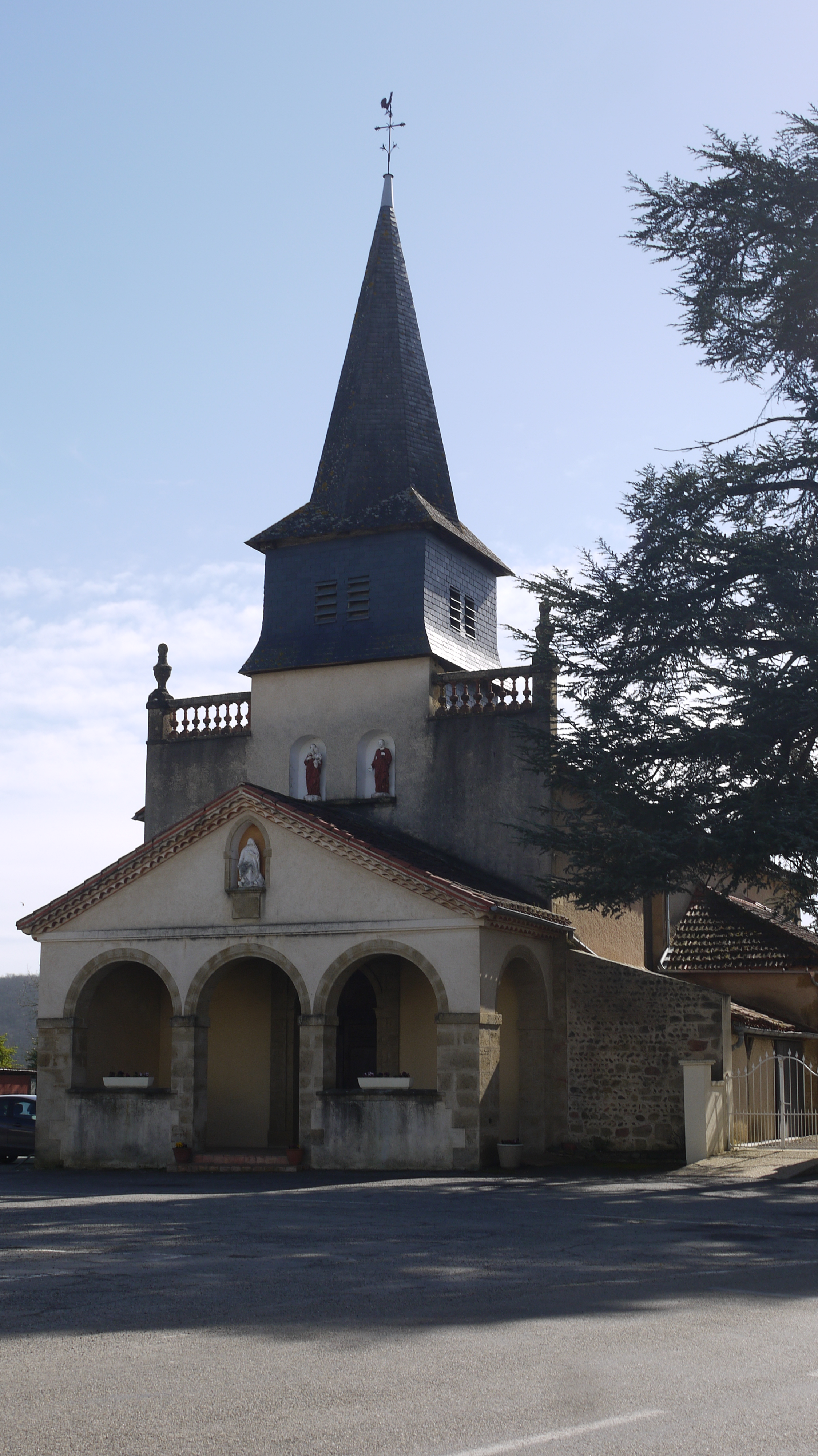
Kirche der Unbefleckten Empfängnis
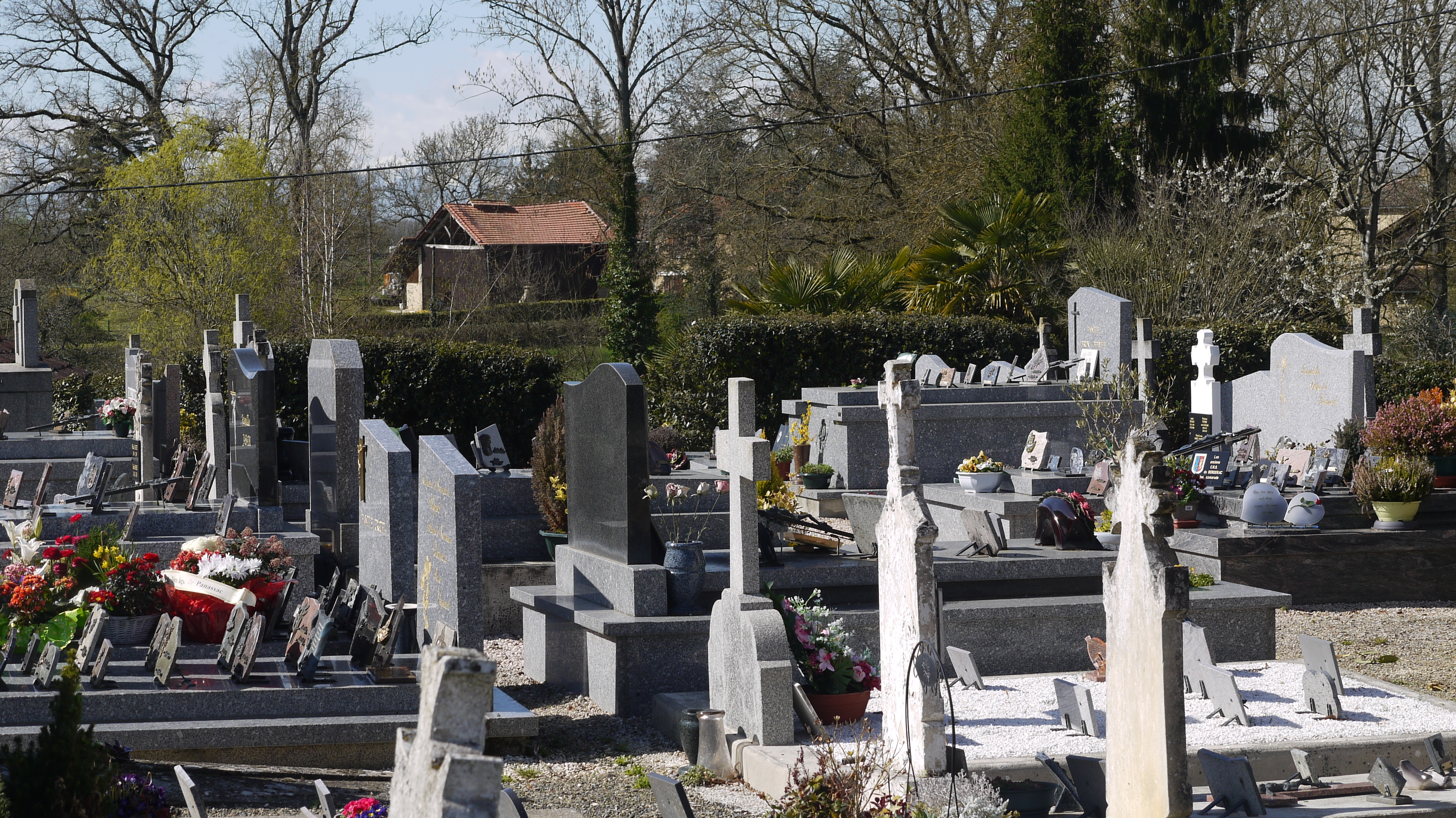
Friedhof
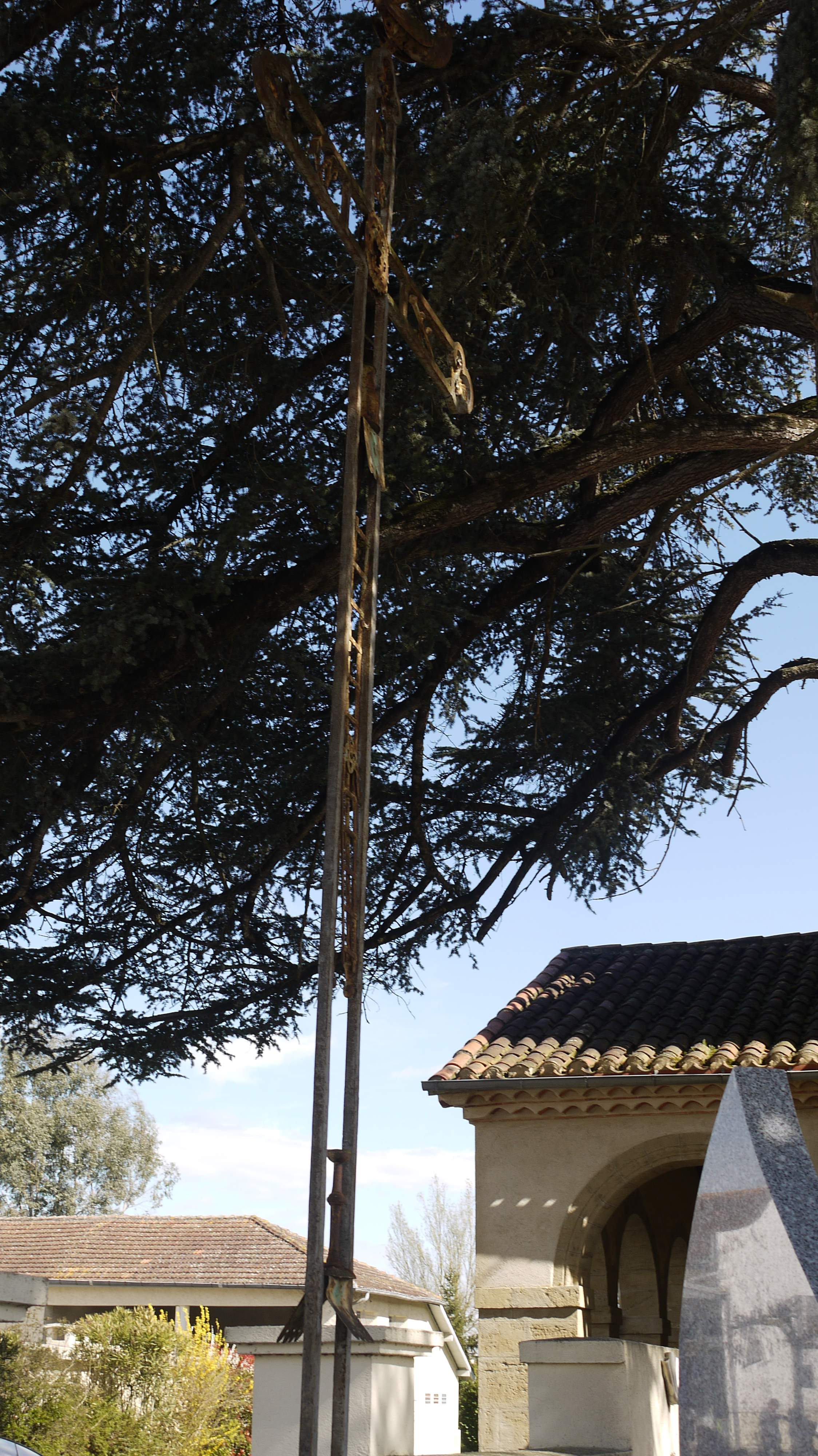
Wegkreuz Croix de la Passion